# Обуховский мост
Обу́ховский мост — автодорожный железобетонный арочный мост через реку Фонтанку в Адмиралтейском районе Санкт-Петербурга, соединяющий Спасский и Безымянный острова. Один из старейших мостов в городе. Объект культурного наследия регионального значения.

## Расположение
Расположен по оси Московского проспекта. Рядом с мостом расположен Петербургский государственный университет путей сообщения, дворец Юсуповых на Садовой улице.
Выше по течению находится Горсткин мост, ниже — Измайловский мост.
Ближайшие станции метрополитена — «Садовая», «Сенная площадь» и «Спасская».

## Название
20 августа 1739 года Комиссия о Санкт-Петербургском строении установила для моста наименование Саарский, по Сарской перспективе, как тогда именовался проспект. Однако фактически это наименование не употреблялось. В 1750 году появляется название Обухов мост — по фамилии строившего его «посадского человека» Обухова. В 1761 году появился современный вариант наименования.

## История
Первый деревянный мост через Фонтанку в створе современного Московского проспекта был построен в 1717 году. Мост имел посредине поперечную щель шириной 70 см, предназначенную для прохода мачтовых судов; днём эту щель закладывали досками. В 1738 году переправа была перестроена.
В 1785 году был построен новый каменный мост, один из семи типовых каменных трёхпролётных мостов через Фонтанку. Большинство литературных источников называют автором проекта французского инженера Ж.-Р. Перроне (хотя документально это не доказано). Мост был трёхпролётным, с арочными боковыми пролётными строениями и деревянным разводным пролётом в середине. Над речными опорами были возведены открытые гранитные башни, завершённые куполами. В них помещались механизмы разводного пролета. В 1865 году по проекту инженера Михайлова деревянный разводной пролёт заменён постоянным кирпичным сводом, а надмостные гранитные башни разобраны. По конструкции мост стал трёхпролётным, с каменными сводчатыми пролётными строениями, отверстия в свету которых по продольной оси составляли 13,9; 9,17 и 14 м. Боковые пролёты перекрывались гранитными сводами коробового очертания со стрелой подъёма в свету 2,35 м. Толщина сводов в замке равнялась 85 см, в пятах она колебалась от 95 до 120 см. Средний пролёт, очерченный по дуге круга, был выложен из кирпича с гранитной облицовкой; его стрела подъёма равнялась 1,52 м. Береговые устои и речные опоры также были каменными, облицованными гранитом. Перильные ограждения были металлическими и представляли собой обычные прямые стержни, между которыми вверху и внизу были вставлены небольшие кольца. Продольная ось моста составляла направлением граней опор угол 67° 15’.
К концу 1930-х годов возникла необходимость перестройки моста, так как его ширина, не достигавшая 16,5 м, ограничивала движение по Международному проспекту шириной 30,6 м. Кроме того, в кирпичных сводах центрального пролета наблюдалось проседание с раскрытием швов до 25 мм. В 1937 году проектный сектор Конторы по эксплуатации мостов и набережных начал разработку проекта нового моста. Авторами стали инженер Владимир Демченко и архитектор Лев Носков. В 1939 году мост был открыт для движения.
Первоначально под верховым тротуаром был проложен газопровод ленинградской газовой сети. В 1950 году из-за утечки газа произошёл взрыв, разрушивший часть гранитных плит тротуара. Оставшуюся часть трубы заглушили и засыпали песком. После этого случая было принято решение о заглушке газопроводов на других мостах города — Ново-Петергофском, Комсомольском и других.

## Конструкция
Мост трёхпролётный железобетонный арочный, со сплошными двухшарнирными сводами параболического очертания. Снаружи пролётное строение и опоры облицованы гранитными плитами. Продольная ось моста составляет с направлением граней опор угол 60°. Схема моста: 14,4+18+14,4 м. Ширина моста между перилами равна 30,88 м, ширина проезжей части — 24,6 м, тротуаров — по 3 м. Речные опоры и береговые устои железобетонные, на деревянных свайных основаниях. Под ними забито 1600 деревянных свай, длиной 11 м.
Покрытие тротуаров — гранитные плиты, проезжей части — асфальтобетон. В качестве перильных ограждений установлены сплошные гранитные парапеты. На устоях установлены гранитные обелиски с круглыми стеклянными фонарями на кронштейнах.

Мост в начале XX века
Обуховский мост до реконструкции, 1930-е
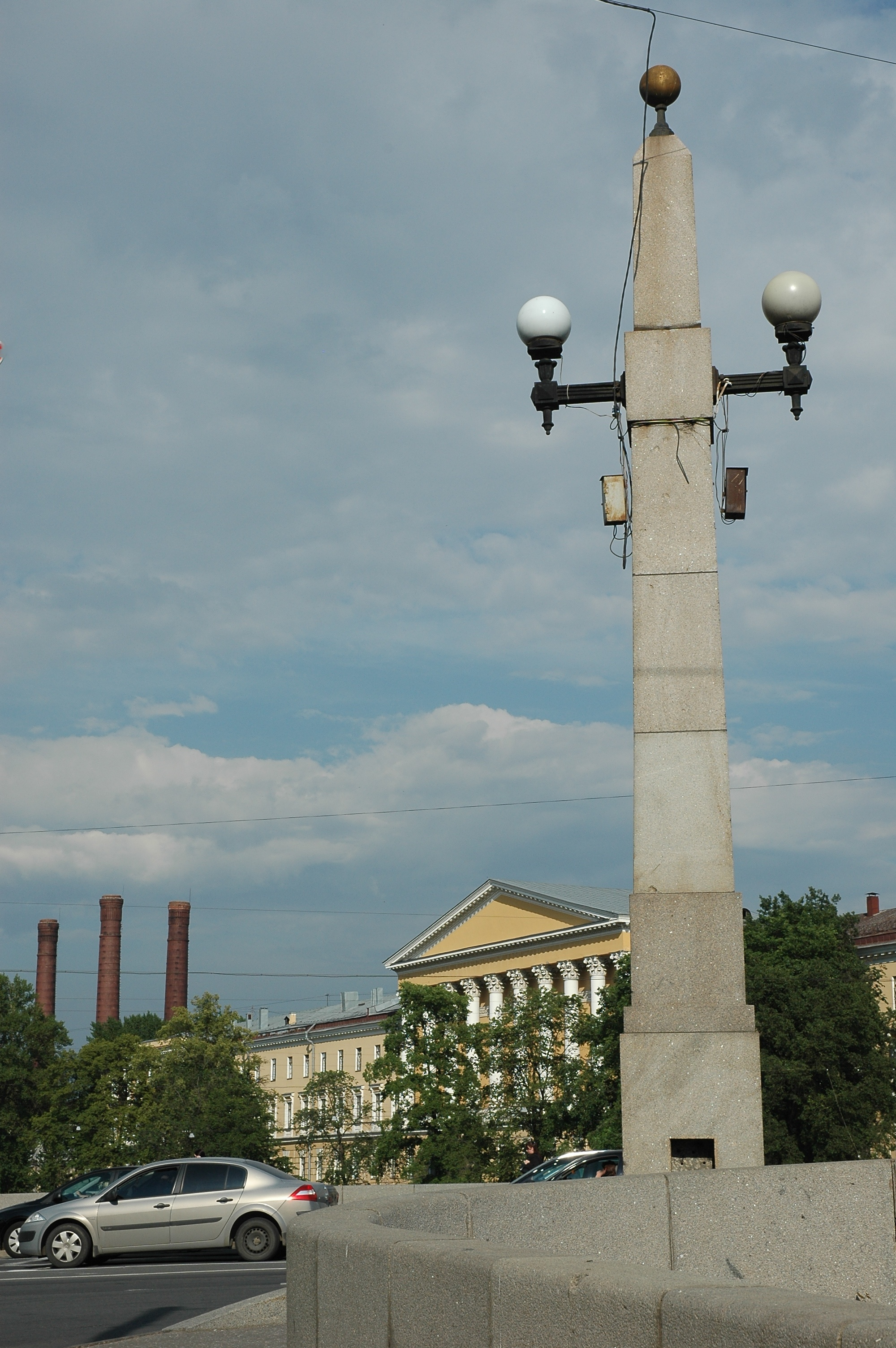
Обуховский мост, фонарь